# Bergüzar Korel
Bergüzar Korel (* 27. srpna 1982, Istanbul) je turecká divadelní a filmová herečka. Jejím otcem byl turecký herec Tanju Korel (1943-2005), herečkou je též její matka Hülya Darcan (* 1951). Starší sestra Zeynep je vdaná, žila několik let v USA. Pochází původem z řeckojazyčné islámské rodiny z ostrova Kréta, sama však už řecky neumí.
Bergüzar strávila dětství v tureckém Ulusu. Navštěvovala střední školu Yıldız College, poté studovala herectví na Státní univerzitní konzervatoři Mimar Sinan. Coby herečka prorazila díky roli nevěsty Leyly, jejíž ženich zemře při svatbě rukou amerických vojáků ve filmu Údolí vlků – Irák. Její nejvýznamnější rolí je postava architektky Šeherezády Evliyaoglu v seriálu Tisíc a jedna noc, díky které se stala v Turecku celebritou. Vedle herectví se věnuje dobročinnosti, například pomáhá dětem ulice.
Od roku 2009 je vdaná za herce Halita Ergence, který v seriálu Tisíc a jedna noc ztvárnil hlavní mužskou postavu ředitele Onura Aksala. Společně vychovávají syna Aliho, narozeného v únoru 2010, druhého syna Hana, narozeného v březnu 2020 a dceru Leylu, která na svět přišla v listopadu 2021.

## Filmy
- 2009 – Aşk Geliyorum Demez
- 2006 – Kurtlar Vadisi Irák (Údolí vlků: Irák)
- 1999 – Şen Olasın Ürgüp

## TV seriály
- 2012 - Karadayi
- 2010 – Bitmeyen Şarkı
- 2006–2009 – Binbir Gece (Tisíc a jedna noc)
- 2005 – Zeytin Dalı
- 2001 – Cemalim
- 1998 – Kırık Hayatlar